# Elba, Alabama
Elba är administrativ huvudort i Coffee County i Alabama. Orten har fått sitt namn efter ön Elba i Medelhavet. Det tidigare namnet var Bridgeville och det nuvarande namnet avgjordes år 1851 genom lottning. Förslaget som vann lottningen hade inspirerats av en biografi över Napoleon I. Vid 2020 års folkräkning hade Elba 3 508 invånare.